# Хмельницкая, Лариса Шамильевна
Лари́са Шами́льевна Хмельни́цкая (род. 23 сентября 1971, Саранск, Мордовская АССР, РСФСР, СССР, в девичестве Рамаза́нова) — российская и белорусская легкоатлетка, специалистка по спортивной ходьбе. Выступала за сборные России и Белоруссии по лёгкой атлетике в 1993—2004 годах, чемпионка Универсиады в Катании, победительница и призёрка первенств всероссийского и республиканского значения, бывшая рекордсменка мира в ходьбе на 10 км, участница летних Олимпийских игр в Сиднее. Преподаватель на кафедре лёгкой атлетики БГУФК.

## Биография
Лариса Рамазанова родилась 23 сентября 1971 года в Саранске, Мордовская АССР. Занималась лёгкой атлетикой в Мордовии, окончила Мордовский государственный университет имени Н. П. Огарёва (1993).
Впервые заявила о себе на взрослом всероссийском уровне в сезоне 1993 года, когда на открытом чемпионате России по спортивной ходьбе в Москве выиграла на дистанции 10 км бронзовую медаль. Будучи студенткой, представляла Россию на Универсиаде в Буффало, где так же стала бронзовой призёркой.
В 1994 году в составе российской национальной сборной стартовала на чемпионате Европы в Хельсинки — в дисциплине 10 км с результатом 43:25 финишировала пятой.
В 1995 году с мировым рекордом 41:29 одержала победу в ходьбе на 10 км на чемпионате России в Ижевске, взяла бронзу на Универсиаде в Фукуоке, стала пятой на чемпионате мира в Гётеборге.
В 1996 году добавила в послужной список бронзовые награды, полученные на зимнем чемпионате России в Адлере и на летнем чемпионате России в Сочи.
Выйдя замуж за белорусского ходока Михаила Хмельницкого, в 1997 году переехала на постоянное жительство в Белоруссию и под фамилией мужа стала выступать за белорусскую национальную сборную. Так, в этом сезоне финишировала седьмой на Кубке мира в Подебрадах, победила на Универсиаде в Катании, вышла в финал на чемпионате мира в Афинах, где в конечном счёте сошла с дистанции.
В 1998 году стала чемпионкой Белоруссии в ходьбе на 10 000 метров, заняла 19-е место на Кубке Европы в Дудинце.
На Кубке мира 1999 года в Мезидон-Канон показа на финише 27-й результат, на чемпионате мира в Севилье сошла.
В мае 2000 года на соревнованиях в Солигорске установила свой личный рекорд в ходьбе на 20 км — 1:28:56, тогда как в июне в той же дисциплине закрыла двадцатку сильнейших на Кубке Европы в Айзенхюттенштадте. Благодаря череде удачных выступлений удостоилась права защищать честь страны на летних Олимпийских играх в Сиднее — в 20-километровой гонке с результатом 1:37:39 заняла 32-е место.
На Кубке мира 2002 года в Турине показала 22-й результат в личном зачёте 20 км.
В 2004 году заняла 23-е место на Кубке мира в Наумбурге.
Завершила спортивную карьеру по окончании сезона 2005 года.
В 2011 году окончила Белорусский государственный университет физической культуры, где затем работала преподавателем на кафедре лёгкой атлетики.